# Анастасий (Суржик)
Анастасий (в миру Анатолий Николаевич Суржик; 2 декабря 1946, Владивосток) — епископ неканонической РПЦЗ(А) с титулом «епископ Владивостокский и Дальневосточный». До 1993 года был священником Московского патриархата.

## Биография
В студенческие годы уверовал, в 1973 году принял крещение в Русской Православной Церкви.
В 1974 году окончил физический факультет ДВГУ по специализация астрофизика, работал школьным учителем.

### В Русской православной церкви
В 1976 году рукоположён в сан диакона и священника. После принятия сана не имел возможности служить в Приморье, поскольку не получил разрешения от уполномоченного по делам религии при местном органе власти. Поэтому ему пришлось уехать в Иркутск.
Заочно окончил Московскую духовную семинарию, затем — Московскую духовную академию.
В 1984 году перевёлся по церковной линии во Владивосток, а в 1989 году обратился к прихожанам с предложением создать новую общину, чтобы взять на неё сохранившееся здание храма священномученика Евсевия. Общину удалось зарегистрировать в органах государственной власти, в начале 1990-х она насчитывала 250 человек. Церковная община получила в пользование часовню Александра Невского, которая находилась неподалёку, а затем и само здание храма. В 1990 году группой прихожан был создан при приходе «Кружок Ревнителей Православия».
4 июня 1991 году на епархиальном Собрании был принят Устав Владивостокской епархии который нужно было зарегистрировать в Управлении юстиции. Но архиерей заменил принятый на Собрании Устав другим текстом. Поэтому Кружок Ревнителей Православия поставил на приходском собрании вопрос о епархиальной жизни и регистрации Епархиального Устава.
3 апреля 1993 года члены Кружка Ревнителей Православия на своём Собрании вновь вернулись к Уставу Владивостокской епархии и обратились с письмом к Преосвященному Вениамину, епископу Владивостокскому и Приморскому. На этом же собрании было принято решение создать самостоятельную организацию Братство Ревнителей Православия, объединив Кружок Ревнителей Православия и Приходское попечительство Свято-Евсевиевского прихода действовавшего с 17 января 1992 года..
23 мая 1993 года на заседании Попечительного Совета Свято-Евсевиевского прихода было рассмотрено предложение Кружка Ревнителей Православия об учреждении Братства Ревнителей Православия. Предложение было принято единогласно.

### В РПЦЗ
25 июля 1993 года Свято-Евсевиевский приход во Владивостоке вместе с протоиереем Анатолием Суржиком совместно с действовавшем при нём «Братством ревнителей православия» прекратил молитвенное общение с Московской Патриархией и вошёл в молитвенное общение с Русской Православной Церковью Заграницей. По его словам переход в 1990-е годы в РПЦЗ был вызван тем, что «внутрицерковная жизнь РПЦ во многих вопросах расходилась с истинным понятием о православии», и в целом «несоответствием Московского Патриархата каноническим нормам», «ересью „сергианства“».
После этого члены прихода во главе с протоиереем Анатолием обратились с письмом к епископу Суздальскому Валентину (Русанцову), который тогда управлял российскими приходами РПЦЗ, с прошением о принятии в церковное общение. Одновременно письмо было направлено Первоиерарху РПЦЗ Митрополиту Виталию. Получив в письме положительный ответ, настоятель храма протоиерей Анатолий начал возносить за богослужениями имена митрополита Виталия и епископа Валентина.
Был запрещён в священнослужении епископом Вениамином (Пушкарём). Сам протоиерей Анатолий утверждал, что «до ухода в РПЦЗ никто мне не запрещал служить. А если они что-то предприняли задним числом, то это не имеет никаких оснований, поскольку я уже был под другой юрисдикцией».
10 декабря 1993 года Патриарх Алексий II в своём письме губернатору Приморского края Наздратенко, назвал Свято-Евсевиевский приход «группой зарубежных экстремистов», захвативших епархиальное управление и просил губернатора освободить здание. Поэтому с потерей Приходом своего храма и Братство оставалось без помещения.
С образованием в 1994 году Ишимско-Сибирской епархии приход перешёл под управление епископа Евтихия (Курочкина).
В 1995 году назначен благочинным Дальневосточного благочиния РПЦЗ.
27 декабря 1995 года группа духовенства Московского Патриархата под руководством епископа Владивостокского и Приморского Вениамина (Пушкаря) при поддержки вооружённых казаков и милиции вернула себе контроль над зданием Свято-Евсевиевского прихода.
9 января 1996 года «Братство Ревнителей Православия» приобрело дом в селе Прохладном Надежденского района (ст. Совхозная), недалеко от Владивостока и спешно стали оборудовать в нём храм во имя Святителя Иоанна Шанхайского.
В 1997 года приход получил в безвозмездное пользование здание на ст. Океанская, где был устроен новый Свято-Евсевиевский храм, а в Свято-Иоанновском храме продолжаются совершаться еженедельно богослужения.
В 1997 году принял монашеский постриг с именем Анастасий.
В 1999 году Архиерейским Синодом РПЦЗ он был утверждён кандидатом в епископа. С целью знакомства со священноначалием в этом же году прибыл в Нью-Йорк, но с хиротонией произошла задержка из-за его крайне резкого отношения к МП.

### В РПЦЗ(В)
В октябре 2001 года в РПЦЗ разгорелся конфликт, связанный с критическим отношением группы клириков и мирян по отношению к сближению с Русской православной церковью. Среди противников примирения с РПЦ оказался и глава приморского благочиния РПЦЗ иеромонах Анастасий (Суржик), который не признал уход на покой митрополита Виталия (Устинова), продолжая возносить его имя на богослужениях, а епископа Евтихия поминать прекратил, вместе со всем Дальневосточным благочинием перешёл под непосредственное ведение митрополита Виталия.
Состоявшийся 16 — 20 мая 2003 года Архиерейский Собор РПЦЗ(В) «после тщательного рассмотрения предложенных кандидатур» избрал иеромонаха Анастасия правящим архиереем Дальневосточной епархии с титулом «епископа Владивостокского и Дальневосточного». Тогда же были избраны епископами Антоний (Рудэй) и Виктор (Пивоваров).
29 июня 2003 года в парижском Храме Всех Святых, в Земли Российской Просиявших, перед службой было произведено наречение иеромонаха Анастасия во епископа Владивостокского и Дальневосточного. В своей речи на наречении утверждал, что таким образом, была восстановлена Владивостокская архиерейская кафедра, которая являлась старейшей в РПЦЗ (с 1920 года). В тот же день за литургией иерархи РПЦЗ (В) Варфоломей (Воробьёв), Сергий (Киндяков) и Антоний (Рудей) совершили его хиротонию во епископа Владивостокского и Дальневосточного, а 28 ноября 2003 года архиерейским собором была учреждена Сибирская епархия, в которую также вошла территория Казахстана. Временно управляющим этой епархии был назначен епископ Анастасий.
Летом 2006 года РПЦЗ(В) сотряс серьёзный конфликт: епископы Владимир (Целищев), Антоний (Рудей) и секретари Синода РПЦЗ(В) протоиерей Вениамин Жуков воспротивились попыткам архиепископа Антония (Орлова), поддержанного епископом Виктором (Пивоваровым), встать во главе РПЦЗ(В). Епископ Анастасий в этой ситуации призывал архиереев явиться на собор, намеченный к созыву Антонием (Орловым), а противящихся вышеупомянутых архиереев обозвал саботажниками. Вследствие неудачи с созывом собора, епископ Анастасий предложил Митрополиту Виталию проект создания предсоборной комиссии во главе с архиепископом Антонием (Орловым), включая себя, как члена.
Тем не менее, после смерти митрополита Виталия и нового раскола внутри РПЦЗ(В), в результате которого отделились Антоний (Рудей) и протоиерей Вениамин Жуков, епископ Анастасий занял сторону епископа Владимира (Целищева) и вместе с ним восстановил церковное управление.

### В РПЦЗ(В-В)
В апреле 2008 года на Архиерейском Соборе РПЦЗ(В) была разделена на два церковных округа — Американский (под руководством епископа Владимира (Целищева)) и Евразийский (под руководством епископа Анастасия (Суржика)).
В состав последнего включены Западно-Европейская и Молдавская, а также Южно-Российская, Сибирская и Дальневосточная епархии. В апреле 2008 года клир Евразийского церковного округа насчитывал семь протоиереев, девять иеромонахов, четырнадцать иереев и одного диакона.
На Архиерейском Соборе 2009 года церковные округа были ликвидированы и церковное управление РПЦЗ (В) начал осуществлять Архиерейский Синод во главе с председателем архиепископом Владимиром (Целищевым). С этого момента епископ Анастасий (Суржик) управляет только Дальневосточной и (временно) Сибирской епархиями РПЦЗ (В).
С октября 2009 года — заместитель председателя Архиерейского Синода РПЦЗ (В).
С октября 2010 года — председатель Богословской комиссии РПЦЗ (В).
30 сентября 2013 года участники Архиерейского Собора РПЦЗ (В) в селе Малая Салтановка (Украина) обсуждали видеоинтервью епископа Анастасия, который выразил уверенность в действительности таинств РПЦ МП и «других церквей». Епископ Анастасий принёс Собору раскаяние в своих ошибках, а Собор принял его покаяние, предупредив о запрещении в служении в случае «повторения подобных ошибок». На этом же соборе епископ Анастасий был выведен из состава Синода и богословской комиссии РПЦЗ(В-В).

### Уход из РПЦЗ(В-В) и акефальное состояние
4 октября 2015 года на присутствовал на Архиерейском соборе РПЦЗ(В-В) под председательством Владимира (Целищева) в селе Малая Солтановка под Киевом, где обсуждался вопрос о его «анафеме» в адрес Архиерейского Синода РПЦЗ(В-В) за то, то члены этого Синода по скайпу запретили в служении епископа Мартина (Лапковского). В итоге Анастасий отказался от своей «анафемы», члены Собора пришли к соглашению, что епископ Анастасий более не входит в состав Собора, о чём сделана запись в протоколе.
Затем он покинул Малую Солтановку и уехал в Одессу, где 6 октября подал прошение о принятии в сущем сане в Синод другого «осколка» РПЦЗ — группы митрополита Агафангела (Пашковского). После срочного телефонного опроса своих епископов митрополит Агафангел 9 октября объявил о присоединении епископа Анастасия к РПЦЗ(А). 9 и 10 октября Анастасий совершил богослужения в Иоанновском женском монастыре РПЦЗ(А) в Одессе. 11 октября в Архангело-Михайловском храме Одессы сослужил Первоиерарху РПЦЗ(А) митрополиту Агафангелу. Остроты в отношение к действиям епископа Анастасия добавил тот факт, что он не только предварительно ни с кем не обсудил вопрос о переходе в другую юрисдикцию, но даже и не поставил никого об этом в известность.
По прибытии во Владивосток епископ Анастасий 16 октября принял участие в общем собрании Дальневосточной епархии. Собрание не поддержало присоединения своего архиерея к РПЦЗ(А) и приняло решение перейти на самоуправление. Епископ Анастасий согласился с волей своей паствы.
26 февраля 2016 года решением Архиерейского синода РПЦЗ(В-В) был лишён сана.

### В РПЦЗ(А)
Повторно подал прошение о принятии в РПЦЗ(А). 25 октября 2016 Архиерейский Собор РПЦЗ(А) удовлетворил его прошение и постановил принять его и возглавляемую им Дальневосточную епархию в состав РПЦЗ(А). При этом территория, которой он управлял была установлена в границах Дальневосточного федерального округа России, Китая, Корейского полуострова, Японии.

## Публикации
- ХРАМЫ Г. ВЛАДИВОСТОКА (Доклад, читанный на секции истории географических знаний Приморского филиала Географического общества 27 февраля 1988 года) Архивная копия от 14 мая 2016 на Wayback Machine г. Владивосток 1988 г.
- Архиерейское подворье // Красное Знамя. 1989, № 60. 14 марта.
- Первые миссионеры православия в Америке Архивная копия от 14 мая 2016 на Wayback Machine, 25.11.83
- Краткий исторический обзор деятельности Русской Православной Церкви в Восточной Сибири и на Дальнем Востоке в XVIII — начале XX в. (Доклад прочитан на первых Иннокентиевских чтениях, проходивших во Владивостоке 3-5 октября 1990 г.) Архивная копия от 14 мая 2016 на Wayback Machine